# Babilonia
Babilonia (akad. 𒆳𒆍𒀭𒊏𒆠, māt Akkadī) – starożytne państwo semickie w Mezopotamii, na terenie obecnego Iraku. 
Osiągnięcia cywilizacyjne Babilonii wywodzone są z wcześniejszych cywilizacji Sumeru i Akadu, w których rozwijały się takie dziedziny kultury i nauki jak: religia, astronomia, astrologia, matematyka, medycyna, architektura i literatura. 
W ciągu wieków kolejne ludy (Amoryci, Kasyci, Chaldejczycy), które napływały do Babilonii przejmowały jej dziedzictwo i je kontynuowały.
Cywilizacja babilońska wywarła znaczący wpływ na Bliski Wschód, a za pośrednictwem hellenizmu na cywilizację zachodnią.

## Historia
Po upadku III dynastii z Ur tereny południowej Mezopotamii uległy podziałowi między poszczególnych amoryckich władców.

Mapa Babilonii w czasach Hammurabiego.

### Państwo starobabilońskie
Królestwo Babilonii powstało ok. 1894 r. p.n.e., kiedy szejk jednego z plemion amoryckich, Sumu-abum, przejął kontrolę nad miastem Babilon. Ok. 1880 r. p.n.e. tron objął następca Sumu-abuma, Sumu-la-El, który rozpoczął ekspansję terytorialną zajmując miasto Kisz, jedno z ważniejszych miast Sumeru. Do czasu późniejszych podbojów Hammurabiego, południowa Mezopotamia była podzielona na szereg małych państw rządzonych przez władców o amoryckim rodowodzie. Okres ten charakteryzuje wzmożona rywalizacja oraz krótkotrwałe sojusze jakie tym konfliktom towarzyszyły. Jeden z listów znalezionych w Mari z początku XVIII w. p.n.e. przedstawia tę sytuację następująco:
"Nie ma króla, który by sam jeden był najsilniejszy. Dziesięciu lub piętnastu królów idzie za Hammurabim, panem Babilonu. Tyle samo idzie za Rim-Sinem, panem Larsy, tyle samo za Ibal-pi-Elem z Esznunny, tyle samo za Amut-pi-Elem z Qatny, a dwudziestu idzie za Jarim-Limem z Jamhadu"
Największy zasięg terytorialny i znaczenie osiągnęła Babilonia w czasie panowania Hammurabiego (1792–1750 p.n.e.), zajmując całą Mezopotamię i dominując gospodarczo i kulturowo w regionie.

### Państwo średniobabilońskie

Babilonia za panowania Kasytów.

Zmierzch imperium Hammurabiego przyśpieszyły zmiany etniczne na obszarze Bliskiego Wschodu. W 1595 r. p.n.e. Hetyci pod wodzą Mursilisa I wyruszyli w dół doliną Eufratu docierając do Babilonu i kładąc kres panującej tam dynastii. Próżnia jaka powstała w Babilonii po wycofaniu się najeźdźców umożliwiła Kasytom opanowanie kraju, którzy ok. 1595 r. p.n.e. zostali nowymi władcami Babilonii. Dość szybko zasymilowali się z miejscową ludnością, przyjmując język i kulturę Babilończyków, chociaż zachowali pewne elementy odrębne jak imiona władców i bóstw, oraz dynastię będącą osobną kastą. Okres panowania dynastii kasyckiej, zwany okresem średniobabilońskim, trwał prawie czterysta lat (1530–1170 p.n.e.). Kasyci zostali osłabieni w walkach z Asyryjczykami, a następnie ostatecznie pokonani przez Elamitów.
Ok. XII w. p.n.e. Babilonia stała się celem migracji dwóch semickich ludów Aramejczyków i Chaldejczyków.

### Okres przejściowy
Panowanie Nabuchodonozora I z II dynastii z Isin na krótko przywróciło potęgę Babilonii. Po jego śmierci kraj pogrążył się w wiekach ciemnych ubogich w źródła pisane.
W latach 729–627 p.n.e. Babilonia była częścią składową monarchii asyryjskiej. Tiglat-Pileser III i Salmanasar V próbowali polityki unii personalnej między dwoma krajami, jednak anty-asyryjskie nastawienie części Babilończyków i konfrontacyjna polityka Chaldejczyków zakończyły się wieloletnimi walkami z Marduk-apal-iddiną II. Sennacheryb po odzyskaniu Babilonu w 703 r. p.n.e. wyznaczył Babilończyka Bel-ibniego, a po nim swojego syna Aszur-nadin-szumiego na króla Babilonu co też zakończyło się niepowodzeniem i ciągłymi buntami, wspieranymi przez Elamitów.

### Państwo nowobabilońskie

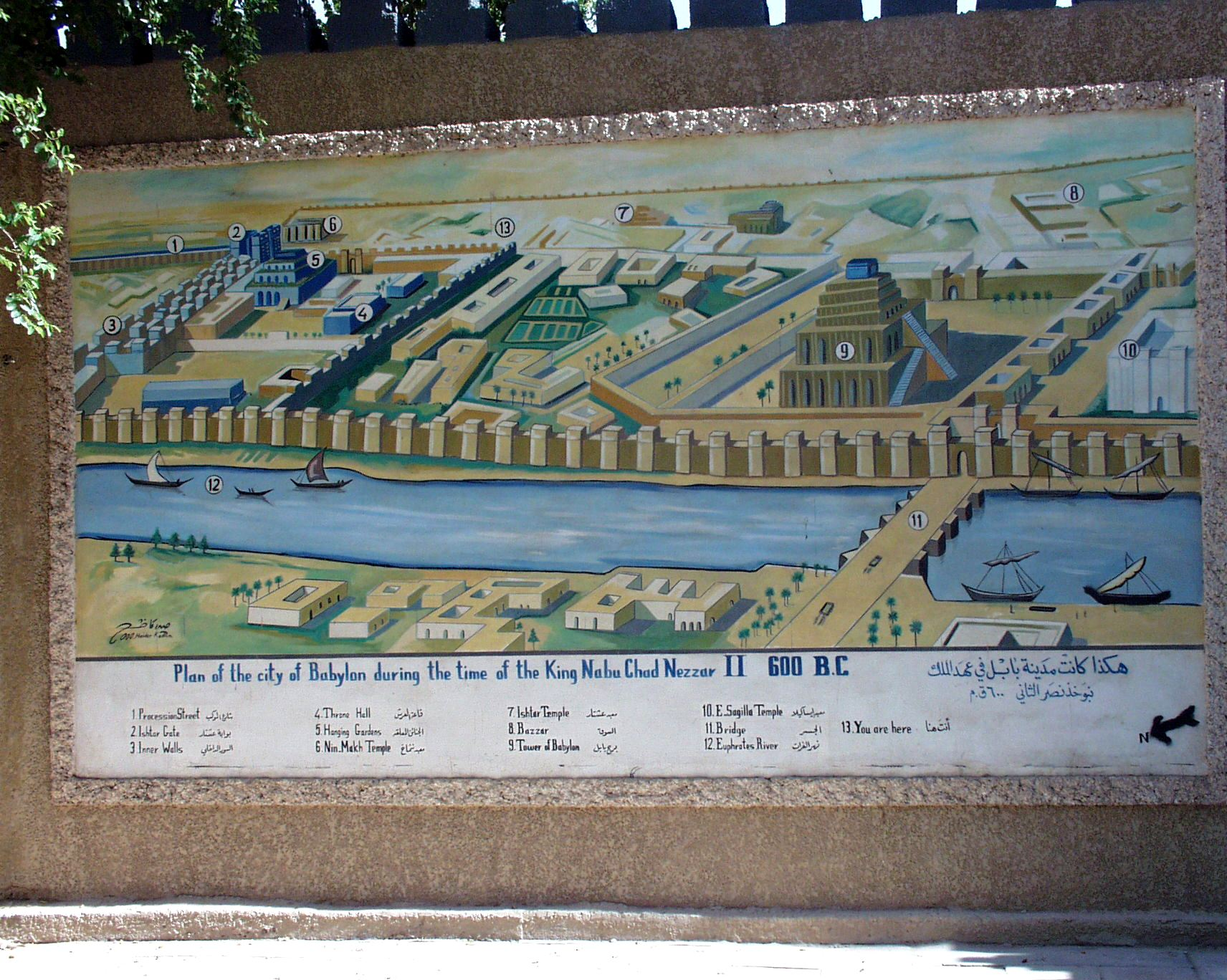
Plan Babilonu za panowania Nabuchodonozora II

W IX w. p.n.e. Babilonia popadła w zależność od Asyrii, której władcy wielokrotnie łupili tę bogatą krainę. W roku 626 p.n.e. Babilon zrzucił jarzmo asyryjskie i powstało państwo nowobabilońskie rządzone przez chaldejskiego króla Nabopolassara. W 609 p.n.e. odrodzona Babilonia (tzw. państwo nowobabilońskie) zniszczyła wraz z Medami królestwo asyryjskie.
Największy rozwój Babilonii miał miejsce za panowania króla Nabuchodonozora II (604–562 p.n.e.). Jeszcze jako następca tronu Nabuchodonozor pobił wojska egipskie, broniące leżącej nad Eufratem twierdzy Karkemisz w Syrii (607–605 p.n.e.), zapewniając tym samym panowanie Babilonu nad Syrią i Fenicją. Za jego panowania prawie wszystkie terytoria należące do Asyrii zostały wtedy włączone do Babilonii, to jest Mezopotamia, Syria, Palestyna i część Anatolii. Zorganizował on też kilka wypraw wojennych dla podbicia Egiptu, czego nie udało mu się jednakże dokonać. Dużą w tym przeszkodą był opór fenickich miast-państw, szczególnie miasta Tyru na wybrzeżu śródziemnomorskim oraz państwa Judy. Po dwóch powstaniach w Judzie, Nabuchodonozor II w 587 p.n.e., po zdobyciu Jerozolimy w wyniku szesnastomiesięcznego oblężenia, kazał to miasto zrównać z ziemią, stracić wszystkich wziętych do niewoli żołnierzy żydowskich, a pozostałą ludność przesiedlić do Babilonu, co znane jest w historii jako „niewola babilońska”.
Za panowania Nabuchodonozora II odbudowano z rozmachem stolicę Babilon. W mieście postawiono wiele imponujących budowli m.in. zespół pałaców królewskich, monumentalną bramę Isztar oraz świątynię (ziggurat) w kształcie piramidy, którą legenda kojarzy z biblijną wieżą Babel. W państwie rozkwitały nauka i kultura. Państwo nowobabilońskie nie istniało jednak długo. Panująca dynastia królewska została w roku 556 p.n.e. obalona wskutek przewrotu pałacowego (ostatnim królem był Nabonid), a już w 539 p.n.e. Babilonia dostała się we władanie króla Persji Cyrusa II Wielkiego (558–529 p.n.e.) i stała się na 200 lat prowincją Persji. Samo miasto Babilon zostało w następnym roku zniszczone przez pożary, w których poniosły śmierć setki mieszkańców, a tamtejsze „wiszące ogrody” zostały strawione bezpowrotnie przez ogień.
Po śmierci perskiego władcy, Dariusza, miasto Babilon zbuntowało się, satrapę Zopyrosa zabito. Następca Dariusza, Kserkses I, za pośrednictwem Megabyzosa zdobył zbuntowane miasto, ograbił je, obłożył wysokimi podatkami. Następnie odłączył Syrię od Babilonii, którą włączył do Asyrii i w ten sposób Babilonia przestała być samodzielną satrapią, utraciła nawet swoją nazwę, którą od roku 482 p.n.e. zakazano używać. Żołnierzy wcielono do armii perskiej i określano ich Chaldejczykami. Odtąd Babilonia była obciążona najwyższą daniną w całym imperium: 1000 talentów srebra, zaopatrywanie w żywność królewskiego dworu przez cztery miesiące. Została również upokorzona poprzez dostarczenie 500 chłopców, których wykastrowano.

## Religia Babilonii

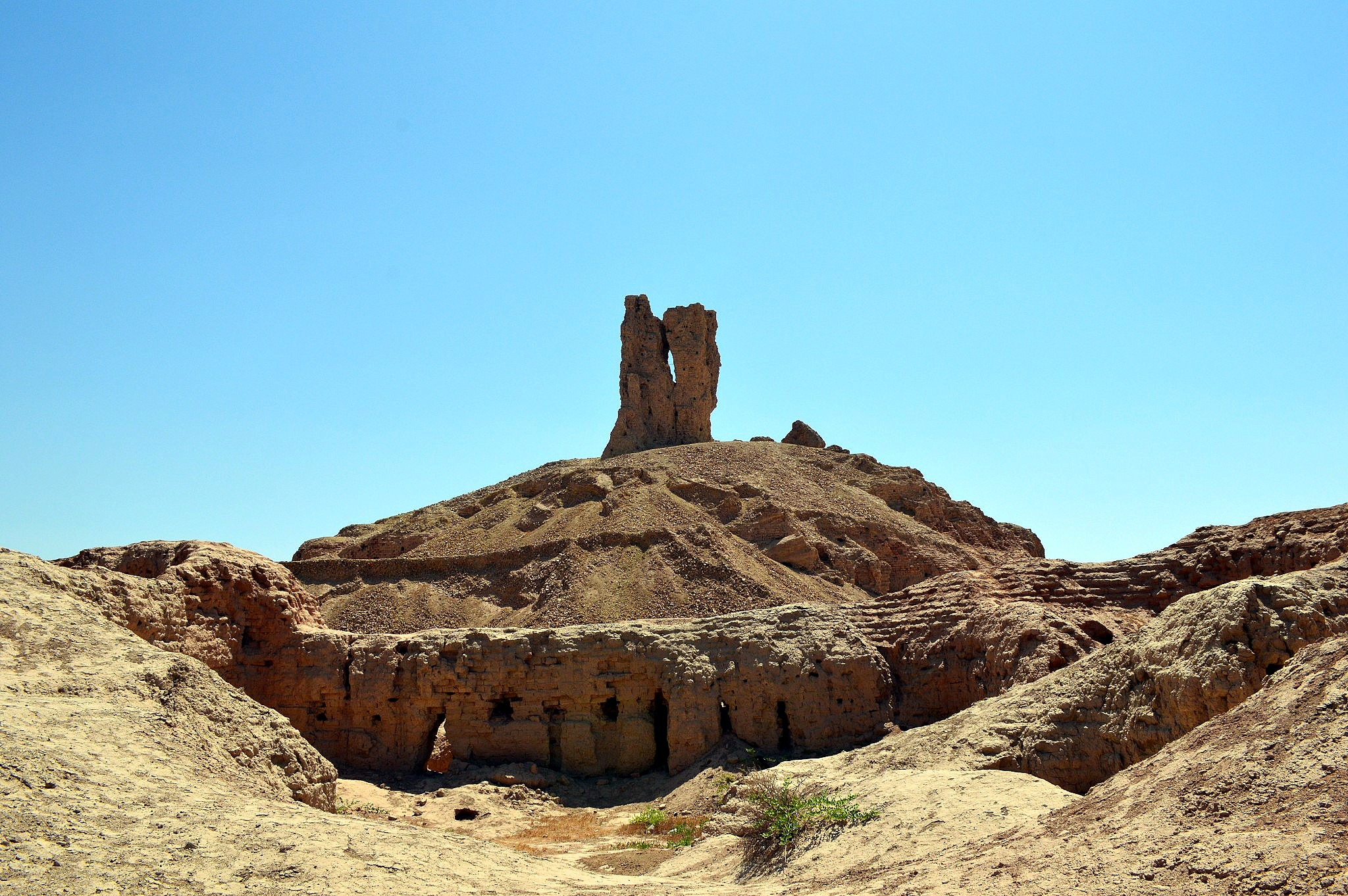
Ruiny zigguratu i świątyni Nabu w Borsippa w Babilonii

Religia babilońska miała charakter politeistyczny. Wiele elementów zaczerpnęła z religii sumeryjskiej, którą wzbogaciła o własny element semicki. Pierwotnie kult polegał na oddawaniu czci bogom płodności, z czasem obrzędy religijne urozmaiciły się. Praktyki religijne polegały głównie na składaniu ofiar. Kapłani zajmowali się astronomią i astrologią. Układali horoskopy, przepowiadali bieg całego życia ludzkiego, oraz wróżyli z wątroby owcy albo z wody i oliwy, zmieszanych w jednym pucharze.
Bogami religii babilońskiej, opartej na tradycjach Sumeru i Akadu, były siły przyrody: burza, słońce, księżyc. Bogowie ci stali się później bóstwami opiekuńczymi miast. Za najwyższe bóstwo i przyczynę istnienia uważano pierwotnie boga Anu, z wyobrażeniem którego najczęściej łączono Enlila, pierwotnie boga powietrza. Jest on ojcem króla. Syn jego to bóg morza Ea, dobrotliwy opiekun ludzi. Z księżycem utożsamiano Sina, synem tegoż był Szamasz, bóg słońca i sprawiedliwości, córką Isztar, bogini wojny, radości, miłości (emocjonalnej i fizycznej) i płodności. Isztar jako Gwiazda Poranna jest istotą żeńską, zaś jako Gwiazda Wieczorna męską. Do naczelnego panteonu należał także bóg wojny Ninurta oraz Nergal i Ereszkigal, bóstwa świata umarłych. Opiekunem miasta Babilon i państwa babilońskiego był Marduk, uważany za syna Ea. Synem Marduka był Nabu, bóg pisarzy, którego główny ośrodek kultu mieścił się w Borsippa.
Babilończycy wyobrażali sobie Ziemię jako nieruchomą i umiejscowioną w środku wszechświata. Środek świata miał znajdować się w Babilonie. Wypukły kształt Ziemi miał rozgraniczać znajdujące się w jej wnętrzu pałac zmarłych i podziemny ocean od sklepienia niebieskiego w postaci klosza, po którym Słońce odbywało swoją wędrówkę w dzień, a Księżyc, gwiazdy i planety nocą. Babilończycy, jako pierwsi, wprowadzili podział roku na tygodnie.
Babilończycy przejęli od Sumerów identyfikację planet z bóstwami. Jowisz był identyfikowany z Mardukiem, Wenus z boginią Isztar, Merkury z Nabu, Mars z Nergalem, a Saturn z Ninurtą.

## Pismo i literatura
Pismo babilońskie jest pismem klinowym. Fundamentalnych odkryć w dziedzinie odczytywania pisma asyryjsko-babilońskiego dokonał Hincks w 1847 roku. Porównując wersję perską i babilońską z Persopolis zidentyfikował 18 znaków babilońskich i wykazał, że istniało kilka sposobów zapisywania tego samego znaku. Sylabizm został ogólnie uznany. W 1850 roku odkrył, że niektóre znaki pisano fonetycznie albo ideograficznie. Badania posunęły się, lecz decydujący krok uczynił Rawlinson. Dysponując inskrypcjami z Persepolis i z Naghsz-e Rostam, a także z Behistunu (trzecia wersja zapisana w języku babilońskim została przez niego skopiowana w 1847) dzięki porównaniu z tekstem perskim odczytał 80 słów babilońskich i ustalił wartość ponad 100 znaków. Określił wartość polifoniczną znaków, jak również homofony każdej wartości sylabicznej. w systemie babilońskim każdy znak może mieć wiele wartości sylabicznych. Podobnie jak w egipskich hieroglifach należy odróżnić trzy rodzaje pisma: pojedyncze pismo zgłoskowe, jako stopień wstępny, pismo suzyjskie (nazwa od prowincji i miasta Suzy) i właściwe babilońskie. To ostatnie spotykane jest w wielu inskrypcjach. Pismo to zostało wynalezione przez Sumerów. Najstarsze jego pomniki znalezione w ruinach kraju pochodzą z początków III tysiąclecia p.n.e. Są to gliniane tabliczki, na których wyryto zapiski z życia codziennego (rachunki, umowy itp.), liczne teksty hymnów religijnych, formuły zaklęć i mity. Z okresu państwa nowoasyryjskiego pochodzi olbrzymia biblioteka króla Assurbanipala, która zachowała się w ruinach Niniwy i składa się z blisko 20 000 fragmentów tabliczek glinianych, a treścią sięga czasów Hammurabiego. Najwspanialszym pomnikiem literatury jest epos o Gilgameszu.

## Nauka
W Babilonii rozwijała się szczególnie medycyna i matematyka. Odkryte zostało twierdzenie o trójkącie prostokątnym, które obecnie znane jest jako twierdzenie Pitagorasa. Aproksymowali wartość π jako 3, choć aproksymacja Egipcjan była dokładniejsza.